# Resolutie 2437 Veiligheidsraad Verenigde Naties
Resolutie 2437 van de Veiligheidsraad van de Verenigde Naties werd met unanimiteit aangenomen op 3 oktober 2018. De Veiligheidsraad verlengde de toestemming die het landen had gegeven om schepen die werden verdacht van mensensmokkel vanuit Libië te inspecteren met een jaar.

## Achtergrond
Volgend op de Eerste Libische Burgeroorlog in 2011 verzeilde Libië in chaos. Mensensmokkelaars profiteerden hiervan om migranten uit de sub-Sahara door Libië te smokkelen en op bootjes richting Europa te zetten. Het land werd een van de voornaamste doorgangen naar Europa.
Volgens het UNHCR bereikten in de eerste helft van 2018 18.500 migranten via de centrale Middellandse Zeeroute Italië. 1095 mensen hadden de reis niet overleeft. Migranten werden misbruikt en uitgebuit, ook in de Libische opvangcentra.

## Inhoud
De Veiligheidsraad veroordeelde de migrantensmokkel door Libië en voor de Libische kust. Het ondermijnde verder de stabilisatie van dat land en bracht honderdduizenden mensenlevens in gevaar. De middels resolutie 2240 aan landen gegeven toestemming om verdachte schepen voor de Libische kust te inspecteren werd met twaalf maanden verlengd.
Lijst ·  2398 ·  2399 ·  2400 ·  2401 ·  2402 ·  2403 ·  2404 ·  2405 ·  2406 ·  2407 ·  2408 ·  2409 ·  2410 ·  2411 ·  2412 ·  2413 ·  2414 ·  2415 ·  2416 ·  2417 ·  2418 ·  2419 ·  2420 ·  2421 ·  2422 ·  2423 ·  2424 ·  2425 ·  2426 ·  2427 ·  2428 ·  2429 ·  2430 ·  2431 ·  2432 ·  2433 ·  2434 ·  2435 ·  2436 ·  2437 ·  2438 ·  2439 ·  2440 ·  2441 ·  2442 ·  2443 ·  2444 ·  2445 ·  2446 ·  2447 ·  2448 ·  2449 ·  2450 ·  2451